# Women’s Cricket World Cup Qualifier 2017
Der Women’s Cricket World Cup Qualifier 2017 war das Qualifikationsturnier für den Women’s Cricket World Cup 2017 und fand zwischen dem 7. und 21. Februar 2017 in Sri Lanka statt. Im Finale konnte sich Indien gegen Südafrika durchsetzen. Des Weiteren qualifizierten sich Sri Lanka und Pakistan für das Endrundenturnier, während Irland und Bangladesch ihren ODI-Status behielten.

## Teilnehmer
Das Teilnehmerfeld besteht aus zehn Mannschaften.
| - Bangladesch - Indien - Irland - Pakistan - Papua-Neuguinea | - Simbabwe - Sri Lanka - Südafrika - Schottland - Thailand |

Indien, Pakistan, Sri Lanka und Südafrika qualifizierten sich über den ICC Women’s Championship 2014–16 für dieses Turnier. Irland und Bangladesch hatten sich beim Women’s Cricket World Cup Qualifier 2011 ODI-Status erspielt, während die anderen Mannschaften sich über regionale Qualifikationsturniere für das Turnier qualifizierten.

## Format
Die zehn Mannschaften wurden in zwei Gruppen aufgeteilt, in der jeder gegen jeden spielt. Die jeweils ersten drei einer jeden Gruppe qualifizieren sich für die Super 6 Gruppe und erhalten ODI-Status. Dort werden all die Begegnungen ausgetragen, die noch nicht in der Vorrunde stattgefunden haben. Die ersten vier Mannschaften qualifizieren sich für die Weltmeisterschaft, die beiden ersten der Gruppe qualifizieren sich zum Finale, wo sie den Turniersieger bestimmen.

## Resultate

### Vorrunde

#### Gruppe A
Tabelle
| Gruppe A  | Sp. | S | N | NR | P | NRR    |
| --------- | --- | - | - | -- | - | ------ |
| Indien    | 4   | 4 | 0 | 0  | 8 | +3.245 |
| Sri Lanka | 4   | 3 | 1 | 0  | 6 | +0.733 |
| Irland    | 4   | 2 | 2 | 0  | 4 | −0.530 |
| Simbabwe  | 4   | 1 | 3 | 0  | 2 | −1.565 |
| Thailand  | 4   | 0 | 4 | 0  | 0 | −1.491 |

Spiele
| 7. Februar Scorecard | Colombo (PSO) | Indien 259-4 (50)           | – | Sri Lanka 145-8 (50) |
|                      |               | Indien gewinnt mit 114 Runs |   |                      |

| 7. Februar Scorecard | Colombo (MCA) | Irland 237-6 (50)           | – | Simbabwe 118 (37.5) |
|                      |               | Irland gewinnt mit 119 Runs |   |                     |

| 8. Februar Scorecard | Colombo (NCC) | Sri Lanka 239-8 (50)           | – | Irland 93 (36.1) |
|                      |               | Sri Lanka gewinnt mit 146 Runs |   |                  |

| 8. Februar Scorecard | Colombo (CCC) | Thailand 55 (29.1)           | – | Indien 59-1 (12.4) |
|                      |               | Indien gewinnt mit 9 Wickets |   |                    |

| 10. Februar Scorecard | Colombo (PSO) | Indien 250-2 (50)           | – | Irland 125 (49.1) |
|                       |               | Indien gewinnt mit 125 Runs |   |                   |

| 10. Februar Scorecard | Colombo (MCA) | Simbabwe 191-8 (50)          | – | Thailand 155 (47.3) |
|                       |               | Simbabwe gewinnt mit 36 Runs |   |                     |

| 11. Februar Scorecard | Colombo (NCC) | Simbabwe 149 (50)               | – | Sri Lanka 153-2 (36.5) |
|                       |               | Sri Lanka gewinnt mit 8 Wickets |   |                        |

| 11. Februar Scorecard | Colombo (CCC) | Irland 218-7 (50)          | – | Thailand 172-9 (50) |
|                       |               | Irland gewinnt mit 46 Runs |   |                     |

| 13. Februar Scorecard | Colombo (PSO) | Simbabwe 60 (28.5)           | – | Indien 61-1 (9) |
|                       |               | Indien gewinnt mit 9 Wickets |   |                 |

| 13. Februar Scorecard | Colombo (MCA) | Thailand 122-8 (50)             | – | Sri Lanka 123-3 (34.4) |
|                       |               | Sri Lanka gewinnt mit 7 Wickets |   |                        |

#### Gruppe B
Tabelle 
| Gruppe A        | Sp. | S | N | NR | P | NRR    |
| --------------- | --- | - | - | -- | - | ------ |
| Südafrika       | 4   | 4 | 0 | 0  | 8 | +2.168 |
| Pakistan        | 4   | 3 | 1 | 0  | 6 | +1.725 |
| Bangladesch     | 4   | 2 | 2 | 0  | 4 | +0.074 |
| Schottland      | 4   | 1 | 3 | 0  | 2 | −0.956 |
| Papua-Neuguinea | 4   | 0 | 4 | 0  | 0 | −2.623 |

Spiele
| 7. Februar Scorecard | Colombo (NCC) | Südafrika 258-9 (50)          | – | Pakistan 195-6 (50) |
|                      |               | Südafrika gewinnt mit 63 Runs |   |                     |

| 7. Februar Scorecard | Colombo (CCC) | Bangladesch 215-6 (50)           | – | Papua-Neuguinea 97 (32.1) |
|                      |               | Bangladesch gewinnt mit 118 Runs |   |                           |

| 8. Februar Scorecard | Colombo (PSO) | Pakistan 227 (50)            | – | Bangladesch 160 (49.3) |
|                      |               | Pakistan gewinnt mit 67 Runs |   |                        |

| 8. Februar Scorecard | Colombo (MCA) | Schottland 142 (50)             | – | Südafrika 143-4 (33.1) |
|                      |               | Südafrika gewinnt mit 6 Wickets |   |                        |

| 10. Februar Scorecard | Colombo (NCC) | Pakistan 276-5 (50)           | – | Papua-Neuguinea 40 (24.5) |
|                       |               | Pakistan gewinnt mit 236 Runs |   |                           |

| 10. Februar Scorecard | Colombo (CCC) | Schottland 140 (49.1)             | – | Bangladesch 143-3 (37.3) |
|                       |               | Bangladesch gewinnt mit 7 Wickets |   |                          |

| 11. Februar Scorecard | Colombo (PSO) | Bangladesch 100 (46.5)          | – | Südafrika 101-4 (25.2) |
|                       |               | Südafrika gewinnt mit 6 Wickets |   |                        |

| 11. Februar Scorecard | Colombo (MCA) | Schottland 169 (50)           | – | Papua-Neuguinea 162 (50) |
|                       |               | Schottland gewinnt mit 7 Runs |   |                          |

| 13. Februar Scorecard | Colombo (NCC) | Papua-Neuguinea 76 (32.4)        | – | Südafrika 77-0 (13.5) |
|                       |               | Südafrika gewinnt mit 10 Wickets |   |                       |

| 13. Februar Scorecard | Colombo (CCC) | Schottland 91 (39.1)           | – | Pakistan 94-4 (27.1) |
|                       |               | Pakistan gewinnt mit 6 Wickets |   |                      |

### Super 6
Tabelle 
| Gruppe A    | Sp. | S | N | NR | P  | NRR    |
| ----------- | --- | - | - | -- | -- | ------ |
| Indien      | 5   | 5 | 0 | 0  | 10 | +1.981 |
| Südafrika   | 5   | 4 | 1 | 0  | 8  | +0.953 |
| Sri Lanka   | 5   | 3 | 2 | 0  | 6  | +0.146 |
| Pakistan    | 5   | 2 | 3 | 0  | 4  | −0.150 |
| Bangladesch | 5   | 1 | 4 | 0  | 2  | −1.127 |
| Irland      | 5   | 0 | 5 | 0  | 0  | −2.013 |

| 15. Februar Scorecard | Colombo (PSO) | Indien 205-7 (50)          | – | Südafrika 156 (46.4) |
|                       |               | Indien gewinnt mit 49 Runs |   |                      |

| 15. Februar Scorecard | Colombo (NCC) | Pakistan 212-7 (50)             | – | Sri Lanka 216-5 (47.4) |
|                       |               | Sri Lanka gewinnt mit 3 Wickets |   |                        |

| 15. Februar Scorecard | Colombo (CCC) | Irland 144 (47.1)                 | – | Bangladesch 145-3 (39.1) |
|                       |               | Bangladesch gewinnt mit 7 Wickets |   |                          |

| 17. Februar Scorecard | Colombo (PSO) | Sri Lanka 142-9 (50)            | – | Südafrika 145-1 (36.1) |
|                       |               | Südafrika gewinnt mit 9 Wickets |   |                        |

| 17. Februar Scorecard | Colombo (NCC) | Bangladesch 155-8 (50)       | – | Indien 158-1 (33.3) |
|                       |               | Indien gewinnt mit 9 Wickets |   |                     |

| 17. Februar Scorecard | Colombo (CCC) | Pakistan 271-5 (50)          | – | Irland 185 (48.5) |
|                       |               | Pakistan gewinnt mit 86 Runs |   |                   |

| 19. Februar Scorecard | Colombo (PSO) | Pakistan 67 (43.4)           | – | Indien 70-3 (22.3) |
|                       |               | Indien gewinnt mit 7 Wickets |   |                    |

| 19. Februar Scorecard | Colombo (NCC) | Sri Lanka 197-9 (50)          | – | Bangladesch 68-5 (21) |
|                       |               | Sri Lanka gewinnt mit 42 Runs |   |                       |

| 19. Februar Scorecard | Colombo (CCC) | Irland 166 (49.5)             | – | Südafrika 82-1 (21) |
|                       |               | Südafrika gewinnt mit 38 Runs |   |                     |

### Finale
| 21. Februar Scorecard | Colombo (PSO) | Südafrika 244 (49.4)        | – | Indien 245-9 (50) |
|                       |               | Indien gewinnt mit 1 Wicket |   |                   |